# Distretto di Csongrád
Il distretto di Csongrád (in ungherese Csongrádi járás) è un distretto dell'Ungheria, situato nella contea di Csongrád-Csanád.